# Mystrocnemis flavoapicalis
Mystrocnemis flavoapicalis là một loài bọ cánh cứng trong họ Cerambycidae.